# 北京教育

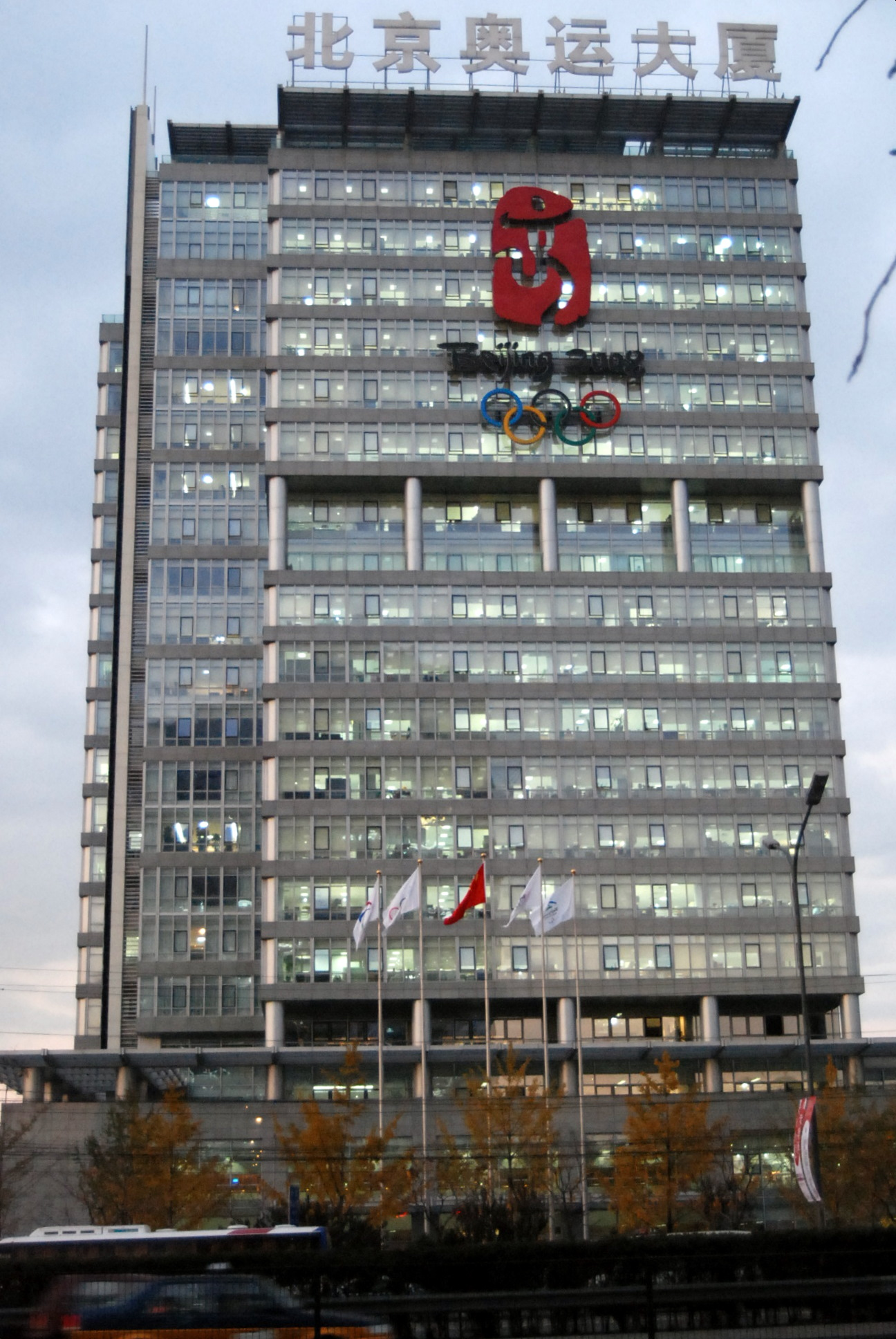
北京市教育委员会总部位于海淀区北京奥运大厦

北京是中华人民共和国的首都，北京市教育质量较高。

## 北京的基础教育
北京于1993年普及了九年制义务教育，普通中学760所，小学2169所。

### 北京的中学
- 著名中学

## 有关北京教育的争议
北京的中产阶级的人口比例全国占首位，加之中产阶级具有一定的社会话语权，因而北京的教育问题更受传媒机构青睐（和其它可能更严重的社会问题相比）。

## 北京的大学
2000-2001年共有普通高等学校59所，成人高等学校61所，研究生培养机构177家。

### 教育部直属高校
- 北京大学
- 清华大学
- 北京协和医学院
- 中国人民大学
- 北京交通大学
- 北京科技大学
- 北京邮电大学
- 北京化工大学
- 中国农业大学
- 北京林业大学
- 北京中医药大学
- 北京师范大学
- 北京外国语大学
- 北京语言大学
- 对外经济贸易大学
- 中央财经大学
- 中国政法大学
- 中国传媒大学
- 北京体育大学
- 中央美术学院
- 中央戏剧学院
- 中央音乐学院

### 其它部委直属大学
- 中央民族大学
- 中国人民公安大学
- 北京理工大学
- 北京航空航天大学
- 外交学院
- 國際關係學院
- 中国青年政治学院
- 中国劳动关系学院
- 中华女子学院
- 中国人民解放军国防大学
- 中国人民解放军艺术学院

### 北京市属大学
- 北京工商大学
- 北京联合大学
- 北京工业大学
- 北方工业大学
- 首都医科大学
- 首都师范大学
- 首都经济贸易大学
- 北京电子科技学院
- 北京服装学院
- 北京建筑工程学院
- 北京印刷学院
- 北京信息工程学院
- 首钢工学院
- 北京石油化工学院
- 北京农学院
- 首都体育学院
- 北京第二外国语学院
- 北京物资学院
- 中国音乐学院
- 中国戏曲学院
- 北京舞蹈学院
- 北京电影学院

### 私立大学
- 北京城市学院

## 国际学校
- 愛迪學校
- 北京加拿大国际学校
- 北京法国国际学校
- 北京德国使馆学校（英语：Deutsche Botschaftsschule Peking）
- 北京日本人学校
- 北京韩国国际学校
- 北京英国学校
- 北京德威英国国际学校
- 北京哈罗英国学校
- 北京圣保罗美国学校
- 北京顺义国际学校